# Hans Koch (Philologe)
Hans Koch (* 9. September 1861 in Königsberg i. Pr.; † 1945 in Heidebrink, Pommern) war ein deutscher Altphilologe und Gymnasiallehrer in Ostpreußen und Berlin.

## Leben
Koch besuchte das Collegium Fridericianum bis Unterprima, dann das Sophien-Gymnasium zu Berlin, an dem er Michaelis 1880 das Abitur machte. Er begann an der Albertus-Universität Königsberg Klassische Philologie und Evangelische Theologie zu studieren. 1880 wurde er im Corps Baltia Königsberg aktiv. Nachdem er 1881/82 als Einjährig-Freiwilliger gedient hatte, wechselte er an die Friedrich-Wilhelms-Universität zu Berlin. Er bestand 1886 das Staatsexamen und legte am 12. Februar 1887 vor der wissenschaftlichen Prüfungskommission zu Königsberg i. Pr. das Examen pro facultate docendi ab. Nachdem er am 28. Februar desselben Jahres das Rigorosum bestanden hatte, wurde er am 4. April 1887 von der philosophischen Fakultät der Albertus-Universität zum Dr. phil. promoviert. Das Probejahr absolvierte er ab Ostern 1887 am Königlichen Wilhelms-Gymnasium. Dort blieb er noch für das Sommersemester des Dreikaiserjahrs. Zu Michaelis 1888 wurde er zur Vertretung des ersten Religionslehrers – zunächst als Hilfslehrer – an das (1872 gegründete) Königliche Gymnasium zu Bartenstein berufen. Er wurde dort am 1. April 1890 definitiv angestellt und 1892 zum Oberlehrer befördert. Das Kgl. Provinzialschulkollegium versetzte ihn zum 1. April 1896 an das Friedrichs-Gymnasium zu Gumbinnen. Mit dem Charakter als Professor wurde er 1903 an das Mommsengymnasium in Charlottenburg berufen. Von jeher vaterländisch engagiert, erhielt er 1917 als stellvertretender Direktor das Verdienstkreuz für Kriegshilfe. Er wurde am 1. Januar 1918 als Oberstudiendirektor an das Schiller-Gymnasium Berlin berufen und 1926 mit Erreichen der Altersgrenze pensioniert.